# Muko (Gicumbi)
Muko ist einer von 21 Sektoren im Distrikt Gicumbi in der Nordprovinz von Ruanda.

## Geographie
Muko hat eine Fläche von 48,6 km² und liegt auf einer Höhe von etwa 1610 m. Der Sektor unterteilt sich in die fünf Zellen Cyamuhinda, Kigoma, Mwendo, Ngange und Rebero und umfasst 25 Dörfer. Nachbarsektoren sind im Nordosten Kageyo, im Südosten Muhura, im Süden Giti, im Südwesten bis Westen Rutare, im Nordwesten Nyamiyaga und im Norden Ruvune.

## Bevölkerung
Nach der Volkszählung von 2022 betrug die Einwohnerzahl 20.050 Einwohner. Zehn Jahre zuvor waren es 17.647, was einem jährlichen Bevölkerungszuwachs von 1,3 Prozent zwischen 2012 und 2022 entspricht.

## Verkehr
Durch den Sektor verläuft in Nordwest-Südost-Richtung eine Stand 2022 nicht asphaltierte District Road.